# Thomas Young
Thomas Young (Reino Unido: /ˈtɒməs jʌŋ/; 13 de junio de 1773-10 de mayo de 1829) fue un científico y lingüista inglés. Young es célebre por su experimento de la doble rendija que mostraba la naturaleza ondulatoria de la luz, por haber descubierto el astigmatismo ocular y por haber ayudado a descifrar los jeroglíficos egipcios a partir de la piedra Rosetta.
Young ha sido descrito como "El último hombre que lo sabía todo". Su trabajo influyó en el de William Herschel, Hermann von Helmholtz, James Clerk Maxwell y Albert Einstein. A Young se le atribuye el establecimiento de la teoría ondulatoria de la luz, en contraste con la teoría de partículas de Isaac Newton. El trabajo de Young fue apoyado posteriormente por el trabajo de Augustin-Jean Fresnel.

## Biografía
Young pertenecía a una familia cuáquera de Milverton, Somerset, donde nació en 1773, siendo el mayor de diez hermanos.Sus padres eran Thomas Young, un banquero y comerciante, y Sarah Davis.A los catorce años, Young comenzó estudios de  griego, latín, francés, italiano, hebreo, caldeo, sirio, samaritano, árabe, persa, turco y amhárico. 
Young comenzó a estudiar medicina en Londres, en el Hospital St Bartholomew en 1792, se trasladó a la Facultad de Medicina de la Universidad de Edimburgo en 1794, y un año después se fue a Gotinga, Baja Sajonia, Alemania, donde obtuvo el grado de doctor en medicina en 1796 por la Universidad de Gotinga.  En 1797 ingresó en el Emmanuel College de Cambridge.  Ese mismo año heredó la hacienda de su tío abuelo, Richard Brocklesby, lo que le dio independencia económica, y en 1799 se estableció como médico en el número 48 de Welbeck Street, Londres (actualmente registrado con una placa azul). Young publicó muchos de sus primeros artículos académicos de forma anónima para proteger su reputación como médico.
En 1801, Young fue nombrado profesor de filosofía natural (principalmente física) en la Royal Institution. En dos años, pronunció 91 conferencias. En 1802, fue nombrado secretario de Asuntos Exteriores de la Royal Society, del que había sido elegido miembro en 1794. Renunció a su cátedra en 1803, temiendo que sus obligaciones interfirieran con su práctica médica. Sus conferencias fueron publicadas en 1807 en el Curso de conferencias sobre filosofía natural y contienen una serie de anticipaciones de teorías posteriores. 
En 1811, Young se convirtió en médico del St George's Hospital, y en 1814 formó parte de un comité designado para considerar los peligros que entrañaba la introducción generalizada del gas para la iluminación en Londres. En 1816 fue secretario de una comisión encargada de determinar la longitud exacta del péndulo de segundos (la longitud de un péndulo cuyo periodo es exactamente de 2 segundos), y en 1818 se convirtió en secretario de la Junta de Longitud y superintendente de la Oficina del Almanaque Náutico de SM. 
Young fue elegido miembro honorario extranjero de la Academia Americana de las Artes y las Ciencias en 1822. Unos años antes de su muerte se interesó por los seguros de vida, y en 1827 fue elegido como uno de los ocho asociados extranjeros de la Academia Francesa de Ciencias. Ese mismo año se convirtió en miembro correspondiente de primera clase, residente en el extranjero, de la Real Academia Holandesa de las Artes y las Ciencias. ref>«Thomas Young (1773 - 1829)». Royal Netherlands Academy of Arts and Sciences. Archivado desde el original el 22 de agosto de 2020.</ref> En 1828, fue elegido miembro extranjero de la Real Academia Sueca de Ciencias.
En 1804, Young se casó con Eliza Maxwell. No tuvieron hijos.
Young murió a los 56 años en Londres el 10 de mayo de 1829, tras sufrir ataques recurrentes de "asma". Su autopsia reveló arteroesclerosis de la aorta. Su cuerpo fue enterrado en el cementerio de la iglesia de St. Giles en Farnborough, en el condado de Kent. La Abadía de Westminster alberga una lápida de mármol blanco en memoria de Young, que lleva un epitafio de Hudson Gurney:<rref>Wood, Alexander; Oldham, Frank (1954). Thomas Young Natural Philosopher 1773-1829. Cambridge University Press. p. 331.</ref>
Sagrado a la memoria de Thomas Young, M.D., Miembro y Secretario de Asuntos Exteriores de la Royal Society Miembro del Instituto Nacional de Francia; un hombre eminente en casi todos los departamentos del saber humano. Paciente de trabajo ininterrumpido, dotado de la facultad de la percepción intuitiva, que, aportando un dominio igual a las investigaciones más abstrusas de las letras y de la ciencia, estableció por primera vez la teoría ondulatoria de la luz, y penetró por primera vez en la oscuridad que había velado durante siglos los jeroglíficos de Egipto. Querido por sus amigos por sus virtudes domésticas, honrado por el mundo por sus incomparables adquisiciones, murió en la esperanza de la resurrección de los justos. -Nacido en Milverton, en Somersetshire, el 13 de junio de 1773. Falleció en Park Square, Londres, el 10 de mayo de 1829, a los 56 años de edad.
Young gozaba de gran prestigio entre sus amigos y colegas. Se decía que nunca imponía sus conocimientos, pero si se le preguntaba era capaz de responder con facilidad incluso a las preguntas científicas más difíciles. Aunque era muy erudito, tenía fama de que a veces le costaba comunicar sus conocimientos. Según uno de sus contemporáneos, "sus palabras no eran las de uso común y la disposición de sus ideas rara vez coincidía con la de sus interlocutores. Por lo tanto, estaba peor preparado que cualquier otro hombre que yo haya conocido para la comunicación del conocimiento" 

### Opiniones religiosas
Aunque a veces trató temas religiosos de la historia de Egipto y escribió sobre la historia del cristianismo en Nubia, no se sabe mucho sobre las opiniones religiosas personales de Young. Según el relato de George Peacock, Young nunca le habló de moral, metafísica o religión, aunque, según la esposa de Young, sus actitudes mostraban que "su educación cuáquera había influido mucho en sus prácticas religiosas". Fuentes autorizadas han descrito a Young en términos de un cuáquero cristiano cultural.
Hudson Gurney informó que antes de su matrimonio, Young tuvo que unirse a la Iglesia de Inglaterra, y fue bautizado más tarde. Gurney afirmó que Young "conservaba buena parte de su antiguo credo, y llevaba a sus estudios escriturales su hábito de inquisición de lenguas y costumbres", más que el hábito del proselitismo. Sin embargo, el día antes de su muerte, Young participó en los sacramentos religiosos; tal y como se recoge en el Edinburgh Journal of Science de David Brewster: "Tras algunas informaciones sobre sus asuntos y algunas instrucciones sobre los papeles hierográficos que tenía en sus manos, dijo que, perfectamente consciente de su situación, había tomado los sacramentos de la iglesia el día anterior. Él mismo declaró que sus sentimientos religiosos eran liberales, aunque ortodoxos. Había estudiado extensamente las Escrituras, cuyos preceptos estaban profundamente grabados en su mente desde su más tierna infancia; y evidenciaba la fe que profesaba, en una conducta inquebrantable de utilidad y rectitud."

## Obra científica

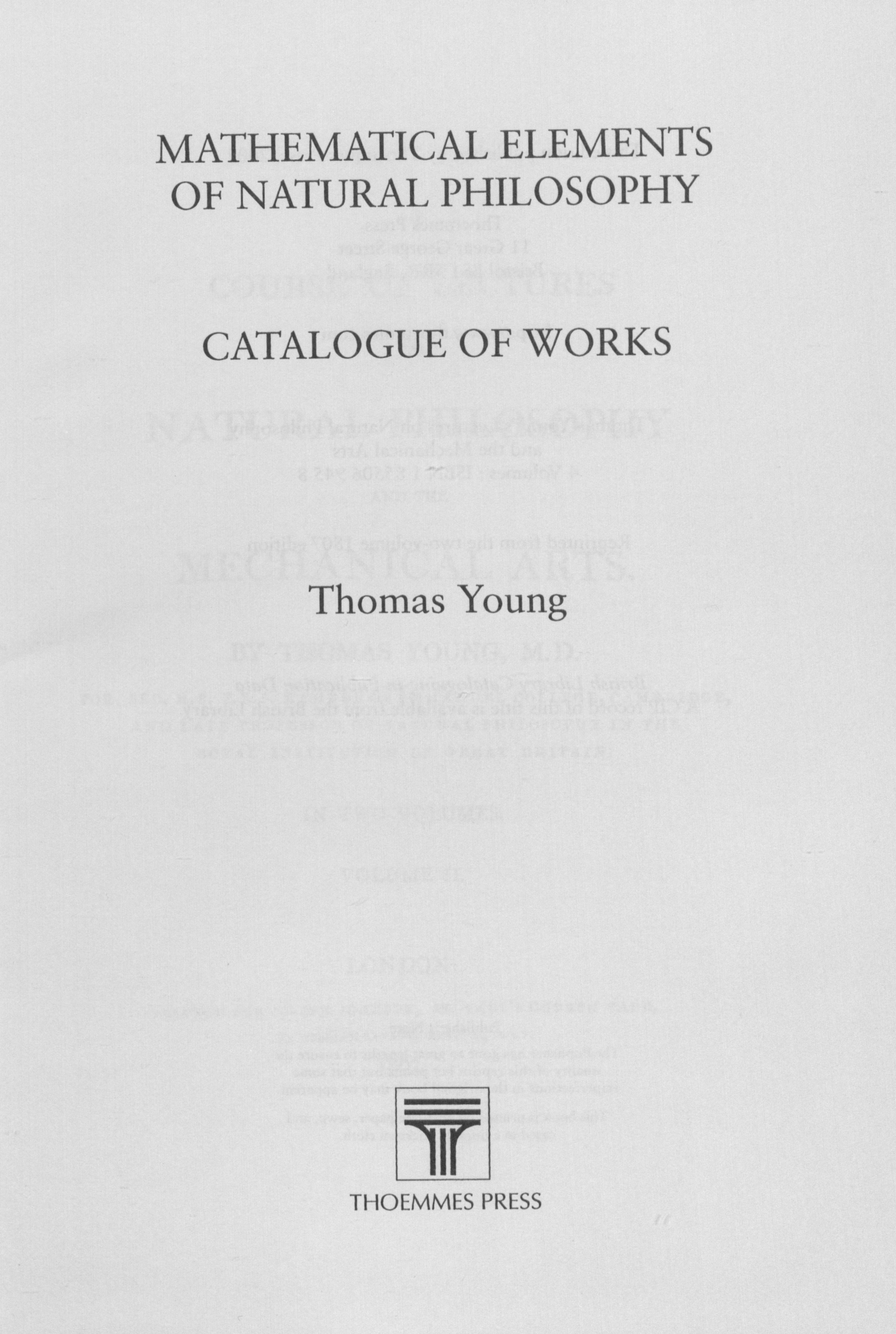
Mathematical elements of natural philosophy, 2002

Durante sus años como profesor de la Royal Institution realizó 91 conferencias sobre muy diversos temas. Estas conferencias fueron publicadas en 1807 bajo el título: Course of Lectures on Natural Philosophy y contenían un buen número de anticipaciones de teorías que serían desarrolladas con posterioridad. Presentó la teoría de la visión del color denominada Young-Helmholtz.

### Experimento de la doble rendija
Young es conocido por sus experiencias de interferencia y difracción de la luz demostrando la naturaleza ondulatoria de ésta. En 1801 hizo pasar un rayo de luz a través de dos rendijas paralelas sobre una pantalla generando un patrón de bandas claras y oscuras demostrando que la luz es una onda.

### Módulo de Young
Young también realizó estudios de materiales proponiendo una medida de la rigidez de diferentes materiales conocida en la actualidad como el módulo de Young.

### Estudios sobre la visión
Thomas Young fue también el fundador de la óptica fisiológica. En 1793 explicó el modo en que el ojo acomoda la vista a diferentes distancias dependiendo del grado de curvatura del cristalino. En 1801 describió el defecto óptico conocido como astigmatismo. Thomas Young había expuesto por primera vez una teoría sobre la visión de los colores que se fundamentará en los principios reales del comportamiento del color en el ojo humano que además demostrará que esta característica tenía que ver con acontecimiento fisiológico y no con un acontecimiento material.

### Jeroglíficos egipcios
Young intentó descifrar los textos de la piedra Rosetta, un fragmento de una antigua estela egipcia de granodiorita inscrita con un decreto publicado en Menfis en el año 196 a. C. en nombre del faraón Ptolomeo V. El decreto aparece en tres escrituras distintas: el texto superior en jeroglíficos egipcios, la parte intermedia en escritura demótica y la inferior en griego antiguo. Gracias a que presenta esencialmente el mismo contenido en las tres inscripciones, con diferencias menores entre ellas, esta piedra facilitó la clave para el entendimiento moderno de los jeroglíficos egipcios. En 1814 había traducido muchas palabras del texto escrito en egipcio demótico. El término egipcio demótico se refiere tanto a la escritura como al idioma egipcio que surgió en la última etapa del Antiguo Egipto. Para escribirlo se empleaba la escritura ideográfica demótica. Deriva del hierático utilizado en el delta del Nilo. El término fue utilizado por primera vez por el historiador griego Heródoto, para distinguirlo de la escritura hierática y jeroglífica. y pocos años más tarde había avanzado en el conocimiento del texto en jeroglíficos. El término jeroglífico tiene su origen en dos palabras griegas: ἱερός (hierós) "sagrado", y γλύφειν (glýphein) "escritura", la traducción griega de las palabras con que los propios egipcios denominaban su sistema de escritura: mdw.w nṯr ("Las palabras del dios"). Apenas los sacerdotes, los miembros de la realeza, los altos cargos, y los escribas, conocían el arte de leer y escribir valiéndose de esas señales "sagradas".
La escritura jeroglífica constituyó, probablemente, el sistema organizado de escritura más antiguo del mundo, y era utilizada principalmente para inscripciones oficiales en las paredes de templos y túmulos. Con el tiempo evolucionó hacia formas más simples, como el hierático, una variante más cursiva que se podía pintar en papiros o placas de barro, y aún más tarde y debido a la creciente influencia griega en el Cercano Oriente, la escritura evolucionó hacia el demótico, fase en la que los jeroglíficos primigenios figuran bastante estilizados, produciéndose la inclusión de algunos signos griegos en la escritura.
Algunas de las conclusiones de Young aparecieron en el famoso artículo sobre Egipto que escribió en 1818 para la Enciclopedia Británica. Aunque Young había logrado traducir correctamente algunos jeroglíficos de la piedra Rosetta, la primera traducción completa la realizó el francés Jean-François Champollion.

## Eponimia
- El Experimento de Young
- El módulo de Young.
- El cráter lunar Young lleva este nombre en su memoria.[31]